# Memecylon borneense
Memecylon borneense är en tvåhjärtbladig växtart som beskrevs av Elmer Drew Merrill. Memecylon borneense ingår i släktet Memecylon och familjen Melastomataceae. Inga underarter finns listade i Catalogue of Life.